# Ермаков, Всеволод Викторович
Всеволод Викторович Ермаков (6 января 1996, Санкт-Петербург, Россия) — российский футболист, вратарь.

## Биография
Всеволод Ермаков уроженец Санкт-Петербурга. Начинал заниматься футболом в команде «Невский завод». В 14 лет перешёл в академию ФК «Краснодар».
В июле 2014 года на правах аренды перешёл в армянский «Ширак». В составе новой команды дебютировал 10 июля 2014 года в матче первого отборочного раунда Лиги Европы против карагандинского «Шахтёра». Однако уже 29 июля вернулся в состав «Краснодара».
1 июля 2015 года в качестве свободного агента вернулся в «Ширак», в составе которого принял участие в четырёх матчах отборочного раунда Лиги Европы 2015/16. 7 августа 2015 года подписал контракт с командой ФНЛ «Торпедо» Армавир.
27 февраля 2017 года в качестве свободного агента в третий раз стал игроком «Ширака».

## Достижения
- Обладатель Кубка Армении (1): 2016/17